# Остаповка (Менский район)
Остаповка (укр. Остапівка) — село в Менском районе Черниговской области Украины. Население 143 человека. Занимает площадь 0,56 км². На берегу реки Бехова при сообщении с другим притоком Десны Ложь.
Код КОАТУУ: 7423055701. Почтовый индекс: 15654. Телефонный код: +380 4644.

## Власть
Орган местного самоуправления — Макошинский поселковый совет. Почтовый адрес: 15652, Черниговская обл., Менский р-н, пгт Макошино, ул. Карла Маркса, 3. Тел.: +380 (4644) 4-11-42; факс: 4-11-75.